# Вежховиська-Гурне
Вежховиська-Гурне (пол. Wierzchowiska Górne) — село в Польщі, у гміні Белжиці Люблінського повіту Люблінського воєводства.
Населення — 214 осіб (2011).

## Демографія
Демографічна структура станом на 31 березня 2011 року:
|          | Загалом | Допрацездатний вік | Працездатний вік | Постпрацездатний вік |
| -------- | ------- | ------------------ | ---------------- | -------------------- |
| Чоловіки | 107     | 17                 | 75               | 15                   |
| Жінки    | 107     | 20                 | 60               | 27                   |
| Разом    | 214     | 37                 | 135              | 42                   |